# Totalförsvarets skyddscentrum

Totalförsvarets skyddscentrum (SkyddC) är Sveriges försvarsmaktsgemensamma centrum för CBRN-krigföring inom Försvarsmakten som verkat i olika former sedan 1953. Förbandsledningen är förlagd i Umeå garnison i Umeå.

## Historik
Centrumet har sitt ursprung från Gasskyddsskolan som fanns vid Svea livgarde där gastekniker utbildades under slutet av 1930-talet. Senare ombildades det till Skyddsteknikerskolan. Den 1 juli 1953 bildades Arméns skyddsskola (SkyddS), som en fackskola inom Infanteriets skjutskola (InfSS) i Rosersberg. Även om skolan bar Armén i sitt namn, antogs elever även från Marinen och Flygvapnet. Den 1 februari 1961 överfördes skolan organisatoriskt till Svea livgarde. Den 1 juli 1968 antogs namnet Försvarets skyddsskola. Skolan avskildes senare från Svea livgarde och underställdes Chefen för Armén. Den 1 oktober 1981 knöts skolan till trängtrupperna, för att 1 oktober 1984 uppgå som fackskola underställd chefen för Svea livgarde. Den 1 juli 1988 avskildes dock skolan återigen från Svea livgarde och blev ett självständigt förband under namnet Totalförsvarets skyddsskola.
I proposition 1987/88:112 föreslog regeringen för riksdagen att skolan skulle omlokaliseras till Umeå. Bakgrunden var att regeringen bedömde att den långsiktiga utbildningen i CBRN-krigföring, skulle gynnas bäst av en lokalisering till Umeå. Som förläggning fanns två alternativ, Kungsängens garnison och Umeå garnison. Båda garnisonerna hade lämplig stödproduktion för skolan, då skolan inte skulle ha några egna resurser för detta. ÖB förordade att skolan skulle kvarstå i Kungsängens garnison eftersom en lokalisering till Umeå garnison skulle medföra högre kostnader samt risken för att utbildningen skulle hämmas under en tvåårsperiod. Regeringen föreslog dock för riksdagen att skolan skulle förläggas till Umeå garnison, för att verka fullt ut senast från och med budgetåret 1992/1993.
I samband med att truppslagsinspektörerna med truppslagsavdelningar i arméstaben sammanslogs 1991 med arméns strids- och skjutskolor samt övriga truppslagsskolor, genom försvarsutredning 1988 och bildade funktionscentrum, kom även Totalförsvarets skyddsskola att organiseras som ett funktionscentrum. Dock bibehölls det tidigare namnet, Totalförsvarets skyddsskola. 
Genom att grundutbildningen av värnpliktiga upphörde i Umeå genom försvarsbeslutet 1996, föll dess naturliga stödproduktion bort. Genom försvarsbeslutet 2000 fick centrumet från den 1 juli 2000 det nya namnet Totalförsvarets skyddscentrum (SkyddC). Samtidigt blev centrumet huvudman för garnisonen, då Västerbottens regemente upplöstes och avvecklades genom samma försvarsbeslut. Centrumet blev därmed en solitär inom garnisonen. Regeringen hade i sin proposition understrukit vikten av att samla flera förband inom samma garnison, i syfte att utnyttja fördelarna med samlokaliseringar av förband.
I samband med att värnplikten skulle läggas vilande, kom den sista kullen värnpliktiga vid Totalförsvarets skyddscentrum rycka in den 27 juli 2009, vilka utbildades på Swea kompani. Dessa kom senare att mucka den 17 juni 2010. År 2018 återaktiverades värnplikten och Totalförsvarets skyddscentrum kom åter utbilda värnpliktiga. I början av augusti 2020 insjuknade 23 värnpliktiga i covid-19 vid Umeå garnison, 20 värnpliktiga vid Totalförsvarets skyddscentrum och tre vid Västerbottensgruppen, vilka isolerades i ett särskilt boende inom garnisonen för att begränsa ytterligare smittspridning.
I takt med att smittspridningen under pandemin covid-19 ökade genomförde Totalförsvarets skyddscentrum, tillsammans med Folkhälsomyndigheten och Akademiska sjukhuset i Uppsala en sammansatt övning, inom ramen för ett MSB-projekt. Syftet var att snabbt utveckla metoder för att analysera prover tagna på misstänkta corona-patienter.
I mitten av mars 2020 inkom Folkhälsomyndigheten med en stödbegäran till Försvarsmakten. Den handlade om en stående enhet i myndighetens lokaler i Solna för att stödja med ledning, konceptutveckling, provtagning, koordinering och planering. Personal ur 1. CBRN-kompaniet upprättade en stab i Folkhälsomyndighetens lokaler. Operation Gloria - en gemensam insats mellan Folkhälsomyndigheten och Försvarsmakten som genomförs i flera steg - startade och det är inom ramen för den som den nationella coronabekämpningen nu bedrivs.
Värnpliktiga CBRN-befäl från 1. CBRN-kompaniet deltog i en nationell mätning av förekomsten av covid-19. CBRN-befälen stödde insatsen med utbildning av militär personal för hämtning av hemprovtagning covid-19. Utbildningsinsatsen innefattade även utbildning av personal från Myndigheten för samhällsskydd och beredskap, MSB i paketering av provtagningskit.

## Verksamhet
Totalförsvarets skyddscentrum (SkyddC) är Försvarsmaktens kunskapscentrum för skydd mot CBRN-händelser. CBRN står för kemiska, biologiska, radiologiska och nukleära ämnen och innefattar allt från giftiga kemikalier till sjukdomsalstrande mikroorganismer och joniserande strålning. Det mesta av svensk militär CBRN-kompetens finns numera i Umeå, där Totalförsvarets skyddscentrum ingår i ett nätverk som också består av Totalförsvarets forskningsinstitut för CBRN-skydd och säkerhet, Umeå universitet och sedan hösten 2008 även Europeiska CBRNE-centret, som är ett samarbete mellan FOI, Umeå universitet, Västerbottens läns landsting och Umeå kommun. Regeringen beslutade under slutet av 2010 att utöka CBRN-verksamheten med en inomhusanläggning vid SkyddC, detta för att öka säkerheten vid CBRN-skyddsträningen. Totalt kommer 80 miljoner kronor att investeras i anläggningen.
De huvudsakliga uppgifterna för centret är att:
- upprätthålla nationell och internationell beredskap
- ansvara för produktion av specifika CBRN-förband
- utbilda  soldater, yrkesofficerare, personal och enheter inom Försvarsmakten och inom krisberedskapsområdet
- ta fram utbildningsanvisningar, reglementen och utbildningshjälpmedel
- bedriva studier och försök inom ansvarsområdet
- utveckla materiel, metoder och organisation inom CBRN-området.

Totalförsvarets skyddscentrum utbildade tidigare cirka 100 värnpliktiga årligen samt yrkesofficerare och övrig personal inom Försvarsmakten och krisberedskapsområdet. Centrumet utvecklar samtidigt materiel, metoder och organisation inom CBRN-skydd. 

### Ingående enheter
- Stabsenhet CBRN
- 1. CBRN-kompaniet (Swea kompani)
  - 1 ledningspluton
  - 1 underhållspluton
  - 1 rekognosceringspluton
  - 1 underrättelsepluton

## Förläggningar och övningsplatser

### Förläggning
När skolan bildades 1953 förlades den i april samma år till Valhallavägen 117, till det kasernetablissemang som Svea artilleriregemente (A 1) några år tidigare lämnat. Skolan blev dock inte långvarig på Valhallavägen, då den 17 maj 1953 förlades till Rosersberg, där Infanteriets skjutskola fanns. Den 16 februari 1961 omlokaliserades skolan till Sörentorp, där de samlokaliserades med Svea livgarde. Bakgrunden till att Rosersberg lämnades var att Infanteriets skjutskola skulle omlokaliseras till Linköpings garnison och Rosersberg i sin tur skulle överlämnas till Civilförsvarsstyrelsen den 1 juli 1961. Den 5 maj 1970 omlokaliserades skolan till det nya kasernetablissemanget, som uppförts för Svea livgarde, i Kungsängens garnison. Bakgrunden var att ett flertal skolor och förband flyttades ut från Stockholm med dess närområde, genom den så kallade Stockholmskarusellen. I Kungsängens garnison blev skolan kvar fram 1992, då den från den 1 juli 1992 förlades till Umeå garnison.
Totalförsvarets skyddscentrum är sedan 1 juli 1992 lokaliserat till Umeå garnison, även känt som Umestan. Umestan i sig är det kasernområde som ursprungligen uppfördes 1909 för Västerbottens regemente. Genom försvarsbeslutet 1996 upplöstes och avvecklades Lapplandsbrigaden (NB 20) och genom försvarsbeslutet 2000 upplöstes och avvecklades Västerbottens regemente (I 20/Fo 61). Kvar vid garnisonen blev Totalförsvarets skyddscentrum, samt Västerbottensgruppen (G 61). Dock lämnades det område med kasernbyggnaderna, och Totalförsvarets skyddscentrum är numer lokaliserade inom nordvästra delen av Umestan.

### Övningsplatser
Totalförsvarets skyddscentrum är sedan den 1 juli 2000 förvaltningsansvarig för Umeå övnings- och skjutfält, vilket ursprungligen uppfördes för Västerbottens regemente. Övnings- och skjutfältet ligger i direkt anslutning norr om garnisonen.

## Heraldik och traditioner
År 2012 instiftades Totalförsvarets skyddscentrums förtjänstmedalj i guld/silver (SkyddCGM/SM) i 8:e storleken.

## Förbandschefer
- 1952–1956: Major Svante Johan Millqvist [17]
- 1956–1960: Major Bertil Malgerud
- 1960–1963: Major Sigvard Månsson
- 1963–1965: Överstelöjtnant Ingemar Grunditz
- 1965–1967: Överstelöjtnant Hans von Schreeb
- 1967–1977: Överstelöjtnant Hans Carlsson [18]
- 1977–1982: Överstelöjtnant Sigfrid Tellqvist [19]
- 1982–1992: Överstelöjtnant Ingemar Björnsson [20]
- 1992–1993: Överste Per-Erik Ritzén
- 1993–1995: Överste Gustaf Djurlin
- 1995–2004: Överste Dick Stode [21]
- 2004–2012: Överste Gunnar Söderström
- 2012–2017: Överste Jan Demarkesse (Tidigare Jan Johansson) [22]
- 2017–2018: Överstelöjtnant Michael Magnesten [d]
- 2018–2022: Överste Stefan Jansson [e]
- 2022–2023: Överstelöjtnant Joakim Ericson [f]
- 2023–2023: Överste Thomas Lamke [g]
- 2023–2023: Överstelöjtnant Henrik Mattsson [h]
- 2023–20xx: Överste Thomas Lamke

## Namn, beteckning och förläggningsort
| Arméns skyddsskola            | 1953-06-01 | – | 1968-06-30 |
| Försvarets skyddsskola        | 1968-07-01 | – | 1988-06-30 |
| Totalförsvarets skyddsskola   | 1988-07-01 | – | 2000-06-30 |
| Totalförsvarets skyddscentrum | 2000-07-01 | – |            |

| SkyddS | 1953-06-01 | – | 2000-06-30 |
| SkyddC | 2000-07-01 | – |            |

| Stockholms garnison (F)                   | 1953-04-04 | – | 1961-05-16 |
| Rosersberg (F)                            | 1953-05-17 | – | 1961-02-15 |
| Sörentorp (F)                             | 1961-02-16 | – | 1970-05-04 |
| Kungsängens garnison (F)                  | 1970-05-05 | – | 1992-06-30 |
| Umeå garnison (F)                         | 1992-07-01 | – |            |
| Umeå garnisons övnings- och skjutfält (F) | 2000-07-01 | – |            |